# Wolfgang Stöckl
Wolfgang Stöckl (* 11. Juni 1948; † 28. Januar 2024 in Berlin) war ein deutscher UN-Diplomat. Er war von 1997 bis 2002 sowie 2006 bis 2021 Mitglied der International Civil Service Commission, zuletzt als stellvertretender Vorsitzender im Rang eines Untergeneralsekretärs.

## Leben und Wirken
Stöckl absolvierte von 1967 bis 1971 ein Studium der Rechtswissenschaften an der Philipps-Universität Marburg. Das erste und zweite juristische Staatsexamen legte er 1972 bzw. 1975 ab. Danach absolvierte er ein Aufbaustudium in öffentlicher Verwaltung an der Hochschule für Verwaltungswissenschaften Speyer.
Von 1973 bis 1974 war er Gerichtsassessor im hessischen Justizministerium und 1976 im Innenministerium des Landes Hessen tätig. 1977 trat er in den deutschen Auswärtigen Dienst ein und durchlief von 1977 bis 1979 den Vorbereitungsdienst der Akademie Auswärtiger Dienst in Bonn. In der Folge war er stellvertretender Direktor der Akademie Auswärtiger Dienst, deutscher Botschaftsrat in Kairo, Leiter des deutsch-saudi-arabischen Verbindungsbüros für wirtschaftliche Angelegenheiten in Riad und Leiter der Stabsstelle Inspektion des Auswärtigen Amtes. Von 1989 bis 1991 amtierte er als stellvertretender Leiter der Abteilung Organisation und Management des Auswärtigen Amtes und 1990 als Sonderberater für Führungs- und Personalfragen beim Minister des Auswärtigen der Deutschen Demokratischen Republik.
Von 1991 bis 1997 war er Botschaftsrat an der Ständigen Vertretung der Bundesrepublik Deutschland bei den Vereinten Nationen in New York. In dieser Funktion war er für die Reform der Vereinten Nationen, das gemeinsame System und Fragen der Personalverwaltung zuständig. Im Jahr 1997 war er Vorsitzender des Ausschusses für Programm und Koordinierung der Vereinten Nationen. Von 1995 bis 1997 war er Mitglied des Beratenden Ausschusses der Vereinten Nationen für Verwaltungs- und Haushaltsfragen (ACABQ).
Von 1997 bis 2000 war er stellvertretender Ständiger Vertreter der Bundesrepublik Deutschland bei der Organisation für Wirtschaftliche Zusammenarbeit und Entwicklung in Paris, zuständig für das Public Management Committee und für Personalangelegenheiten. Von 2000 bis 2002 war er Beauftragter für Wirtschafts- und Entwicklungsangelegenheiten in der Abteilung für Vereinte Nationen im Auswärtigen Amt, danach war er bis 2006 Botschafter und Koordinator für deutsches Personal in Internationalen Organisationen.
Er war Mitbegründer der SPD New York und setzte sich für die Anerkennung der SPD International als Gremium innerhalb der Partei ein.